# Амниоцентез
Амниоцентез — инвазивная процедура, заключающаяся в пункции амниотической оболочки с целью получения околоплодных вод для последующего лабораторного исследования, амниоредукции или введения в амниотическую полость лекарственных средств.
Амниоцентез можно выполнять в первом, втором и третьем триместрах беременности (оптимально — в 16-20 недель беременности). Данная процедура необходима для ранней диагностики хромосомных и генетических заболеваний у плода.

## Классификация амниоцентеза
По времени проведения:
- ранний амниоцентез: выполняют в первом триместре беременности (с 8 по 14-ю недели);
- поздний амниоцентез: выполняют после 15-й недели беременности.

По технике доступа:
- с использованием пункционного адаптера;
- методом «свободной руки».

## Показания к амниоцентезу
- Пренатальная диагностика врождённых и наследственных заболеваний. Лабораторная диагностика врождённых и наследственных заболеваний основана на цитогенетическом и молекулярном анализе амниоцитов.
- Амниоредукция (при многоводии).
- Интраамниальное введение препаратов для прерывания беременности во втором триместре.
- Оценка состояния плода во втором и третьем триместрах беременности (степень тяжести гемолитической болезни, зрелость сурфактантов лёгких, диагностика внутриутробных инфекций).
- Фетотерапия.
- Фетохирургия.

## Противопоказание к амниоцентезу
Острый процесс или обострение хронического воспаления любой локализации.
Лихорадочное состояние у беременной;
Миоматозные узлы больших размеров.
Угроза выкидыша и отслоение плаценты;

## Техника амниоцентеза
Под ультразвуковым контролем выбирают место пункции. Пункцию предпочтительно проводить внеплацентарно, в свободном от петель пуповины наибольшем кармане. Если иглу необходимо ввести трансплацентарно, выбирают наиболее тонкий участок плаценты, не имеющий расширенных межворсинковых пространств. Амниоцентез проводят с помощью игл, имеющих диаметр 18-22G. Технически амниоцентез производят методом «свободной руки» или с использованием пункционного адаптера, помещённого на конвексный абдоминальный датчик.
Его использование позволяет контролировать траекторию движения и глубину погружения пункционной иглы с помощью трассы на экране монитора. Убедившись в том, что игла после пункции расположена в полости плодного пузыря, из неё извлекают мандрен, присоединяют шприц и аспирируют необходимое количество околоплодных вод. После этого в просвет иглы вновь помещают мандрен и удаляют её из полости матки.
После окончания процедуры осуществляют оценку состояния плода (наличие и частоту его сердцебиения). При выполнении амниоцентеза в третьем триместре беременности рекомендуют выполнение мониторного наблюдения за состоянием плода. По показаниям проводят сохраняющую терапию, интраоперационную антибиотикопрофилактику и/или терапию.

## Осложнения амниоцентеза
- Преждевременное излитие околоплодных вод.
- Возможно кратковременное подтекание небольшого количества ОВ в течение первых суток после операции (в 1-2 % случаев).
- Отслойка плодных оболочек.
- Инфицирование (наиболее неблагоприятен в отношении инфицирования второй триместр беременности вследствие низкого уровня антибактериальной активности околоплодных вод).
- Ранение сосудов пуповины или самого плода;
- Развитие аллоиммунной цитопении у плода.